# خیلی خوب (ترانه هالزی)
«خیلی خوب» (به انگلیسی: So Good) ترانه‌ای از خواننده-ترانه‌پرداز آمریکایی هالزی می‌باشد که در ۹ ژوئن سال ۲۰۲۲ از سوی کپیتال رکوردز منتشر گردید. هالزی دو روز پس از انتشار این ترانه، آن را برای اولین بار به‌طور زنده در جشنوارهٔ موسیقی گاورنرز بال اجرا کرد.
نسخهٔ استریپد ترانه در ۱ ژوئیهٔ سال ۲۰۲۲ منتشر گردید.